# Domenico Cimarosa

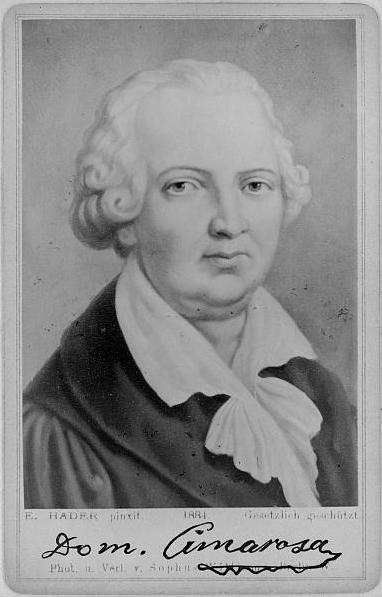
Domenico Cimarosa

Domenico Cimarosa (17. prosinec 1749, Aversa – 11. leden 1801, Benátky) byl italský skladatel, ve své době jeden z nejznámějších hudebních skladatelů Evropy. Jako operní skladatel byl vyhledáván všemi evropskými královskými dvory od Neapole přes Vídeň až po Petrohrad, avšak v následujících letech byl zastíněn slávou Mozartovou.

## Život
Zdálo by se, že Domenico Cimarosa neměl žádné předpoklady, aby se stal prominentním evropským skladatelem, neboť v jeho rodině nebyli žádní hudebníci a poměry, v nichž se narodil, byly velmi chudé, hudební kultura v nich nebyla pěstována. Domenico byl synem kameníka a narodil se 17. ledna 1749 v malém městečku Aversa u Neapole. Jeho otec Gennaro Cimarosa se přestěhoval s rodinou do Neapole několik dní po narození syna. Získal tam zaměstnání na stavbě Palazzo Reale di Capodimonte. Při stavbě paláce otec však zahynul a zanechal vdovu Annu Francescu a malého Domenica bez prostředků.
Štěstím pro ně bylo, že žili v blízkosti kostela San Severa, v jehož klášteře získala Francesca zaměstnání jako pradlena a Domenico byl přijat do klášterní školy. Předčasně vyspělého a inteligentního chlapce si povšiml otec Polcano, klášterní varhaník, a začal jej vyučovat hudbě.
V 11 letech byl na doporučení otce Polcana přijat na konzervatoř (Conservatorio di Santa Maria di Loreto), jednu z pěti obdobných škol zřízených pro sirotky a opuštěné děti. Ačkoliv nešlo o konzervatoř v dnešním slova smyslu, byla hudba nejdůležitější složkou života žáků (figlioli), neboť účinkovali při hudebních produkcích nejen v mateřském kostele, ale i v soukromých orchestrech a při jiných veřejných příležitostech.
Na konzervatoři strávil 11 let. Studoval kontrapunkt, harmonii a skladbu. Kromě toho se stal zručným houslistou, talentovaným zpěvákem a virtuózním cembalistou. I poté, co konzervatoř opustil, studoval dále zpěv u kastráta Giuseppe Aprile.
Jeho hlavní zaměřením již jako studenta však byla skladba. Jeho spolužáky v kompoziční třídě v r. 1771 byli např. Niccolò Antonio Zingarelli a Giuseppe Giordani. Další vzdělání mu poskytoval v r. 1771 Niccolò Piccinni.
Již v letech studia na konzervatoři zkomponoval řadu sakrálních děl a i svou první operu „Le stravaganze del conte“ (Výstřednosti hraběte), která byla poprvé provedena v Neapoli v Teatro dei Fiorentini během karnevalové sezóny 1771-1772, když bylo skladateli 22 let. Protože tehdy bylo zvykem, že hudebně dramatický večer měl tři části, doplnil dvouaktovou operu jednoaktovkou „Le magie di Merlina e Zoroastro“ (Merlinovo kouzlo a Zoroastro). Ačkoliv obě díla měla stejného autora i libretistu (Pasquale Mililotti) a zpívali je titíž zpěváci, jsou zcela na sobě nezávislá, a to jak s ohledem na příběh, tak i co se týče hudby. Jelikož však tehdy nebylo zvykem, aby jednotlivá dějství měla samostatné předehry, tak ani jinak samostatná opera „Le magie di Merlina e Zoroastro“ nemá žádnou předehru, interludium či sinfonii.
Navzdory obrovské popularitě Piccinniho a Paisiella, kteří byli v té době zavedenými skladateli, obdržel Cimarosa od téhož divadla objednávku na sezóny 1773 („La finta parigina“ – Lest pařížanky) a 1776 („I sogni per amore“ – Sny lásky a „I matrimonio in ballo“ – Svatba v tanci). V roce 1776, kdy Piccini odjel do Paříže a Paiseillo do Petrohradu prudce, vzrostla v Neapoli popularita Domenica Cimarosy. V následující deseti letech totiž zkomponoval na objednávku pro různá neapolská divadla 24 oper.
V r. 1778 obdržel Cimarosa první objednávku z Teatro Valle v Římě. Pro toto divadlo napsal v následujících dvaceti letech sedm oper a další dvě pro jiná římská divadla: Teatro Argentina a Teatro delle Dame. Podle papežského ediktu směli v římských divadlech účinkovat pouze muži. Ženské role tehdy byly zpívány kastráty. Obsazení v osmi operách psaných pro Teatro Valle tvořilo podle požadavku divadla pět osob a každá opera musela mít intermezzo, které však nemělo nic společného s komickými vložkami v operách typu opera seria na počátku 18. století jako byla např. nejslavnější z nich „La serva padrona“ Giovanniho Battisty Pergolesiho.
První velký úspěch Cimarosy byla opera „L'italiana in Londra“ (Italka v Londýně), která měla premiéru v Teatro Valle během karnevalové sezóny 1778–1779. Její obrovský ohlas přinesl objednávky z největších divadel Itálie a celé Evropy: Teatro alla Scala – Milán, Teatro Eretenio – Verona, Teatro della Pergola – Florencie, Teatro Regio – Turín, Ermitráž – Petrohrad, Burgtheater – Vídeň, Teatro Monizione – Messina, Teatro San Carlo – Lisabon, Teatro La Fenice – Benátky a Teatro Carignano – Turín.
Roku 1779 byl Cimarosa jmenován mimořádným varhaníkem (bez honoráře) Královské kaple v Neapoli. V roce 1785 se stal druhým varhaníkem s měsíčním platem 8 dukátů s tím, že plat mu byl vyplácen, i kdyby z Neapole odcestoval. Roku 1780 byl jmenován maestrem na dívčí konzervatoři Ospedaletto v Benátkách. Roku 1782 zkomponoval pro Ospedaletto své oratorium Absalom, které je považováno za jeho nejkrásnější.
V letech 1784 až 1787 žil převážně ve Florencii a psal výhradně pro divadla tohoto města. Hudební produkce těchto let je mimořádně bohatá a zahrnuje vážné i komické opery, kantáty a četná duchovní díla. Za zmínku stojí zejména „Cajo Mario“, tři opery na biblická témata: „Assalone“, „La giuditta“, „Il sacrificio d'Abramo“ a zejména komická opera „La ballerina amante“, která se těšila mimořádnému úspěchu.

## Rusko a Vídeň
Kateřina Veliká pozvala Cimarosu do Petrohradu, aby nahradil Giuseppe Sartiho ve vedení dvorní kapely v r. 1787. Cestou se Cimarosa zastavil i velkovévody toskánského Leopolda ve Florencii, který ho pozval, aby zahrál na nový tehdejší vynález – kladívkový klavír, nazvaný „stromento col piano e forte“, tj. nástroj se slabou i silnou dynamikou, který zkonstruoval kustod vévodovy sbírky hudebních nástrojů Bartolomeo Cristofori. Je téměř jisté, že v průběhu této návštěvy na dvoře Medicejských zkomponoval Cimarosa řadu svých cembalových sonát.
Jeho cesta do Petrohradu se podobala triumfální jízdě. Cestoval přes Parmu, Vídeň, Krakov a Varšavu a všude byl nadšeně vítán.
Na dvoře Kateřiny II. pokračoval Domenico Cimarosa v řadě italských skladatelů, mezi nimiž jsou taková jména jako Francesco Onofrio Manfredini, Baldassare Galuppi, Tommasso Traetta a Giuseppe Sarti. Jeho opery byly dávány v carském paláci Ermitáž i v divadle paláce v Gatčině.
Krátce po Cimarosově příjezdu však Kateřina angažovala Vincenteho Martína y Solera jako druhého kapelníka. Solerovy opery se zřejmě setkaly s větším ohlasem než opery Cimarosovy.
Okázalá nádhera Kateřinina dvora počala upadat v roce 1791, kdy ekonomická krize donutila carevnu propustit většinu italských pěvců. Počet členů italského operního souboru klesl na tři. I když datum ani místo prvního provedení Cimarosovy skvělé jednoaktovky pro jednoho muže „Il maestro di cappella“ není známo, je velmi pravděpodobné, že to bylo právě zde, neboť vybavení souboru mu nic jiného neumožňovalo.
Ani Kateřina sama neprojevovala o Cimarosovu hudby žádný zájem a navíc Cimarosa nesnášel drsné ruské zimy, takže opustil Petrohrad okamžitě po vypršení kontraktu v roce 1791.
Poté, co strávil tři měsíce ve Varšavě přijel do Vídně krátce po smrti císaře Josefa II. Zde se dozvěděl, že jeho přítel a ochránce bývalý velkovévoda toskánský se stal mezitím císařem rakouským Leopoldem II.
Pro svou přátelskou povahu stal Cimarosa ve Vídni velmi populární. Byl zván do nejvyšší vídeňské společnosti a okouzloval i virtuózní hrou na cembalo. Císař Leopold jej ustanovil dvorním kapelníkem náhradou za Antonia Salieriho, který odešel na odpočinek.
Na císařovu objednávku vznikla v r. 1792 nejznámější komická opera „Il matrimonio segreto“ (Utajená svatba) s námětem připomínajícím Smetanovu Prodanou nevěstu.
Leopold II. zemřel krátce poté, co přikázal Cimarosovi opakovat její provedení na císařském dvoře.
Cimarosa ještě zhlédl představení svých oper v Burgtheatru („Amor rende sagace““ – Láska činí vynalézavým a „I traci amanti““ – Tráčtí milenci) a vrátil se na jaře roku 1793 do Neapole. Vedle dosavadních pravidelných příjmů byl nyní jmenován prvním varhaníkem Královské kaple s měsíčním platem 10 dukátů.

## Konec života
V lednu 1799 obsadila Neapol francouzské republikánské vojsko a byla vyhlášena tzv. Parthenopská republika. Cimarosa se netajil sympatiemi k liberálnímu hnutí a složil vlastenecký hymnus na text Luigiho Rossiho, který byl uveden 19. května 1799 při slavnostním symbolickém obřadu pohřbívání královské vlajky. Koncem června se však král Ferdinand IV. vrátil do města, a Cimarosa se tak dostal do velmi obtížné politické situace. Na návrh otce Tanfana jako pokus o smíření zkomponoval kantátu na počest Ferdinanda, která byla provedena 23. září 1799.
Ačkoliv pak zkomponoval ještě několik děl oslavujících krále, ten mu nejenže nehodlal odpustit, ale nechal jej zatknout a uvěznit.
Nepochybně by byl popraven, jako se to stalo Rossimu, nicméně intervence vlivných přátel a příznivců, jako byli kardinál Consalvi, státní sekretář papežského dvora v Římě, kardinál Ruffo velitel královské vojenské posádky a Lady Hamilton, dosáhly jeho propuštění.
Cimarosa byl však donucen odejít z Neapole a uchýlil se do Benátek.
Sice pouze jednapadesátiletý, leč nemocný jednak z přepracování a jednak útrapami věznění, obdržel zakázku pro divadlo La Fenice. Tuto zakázku na tragickou operu o třech aktech „Artemisia“ již nedokončil. Domenico Cimarosa zemřel 11. ledna 1801.
Vzhledem k jeho mezinárodní proslulosti se záhy rozšířily pověsti, že Cimarosu nechala otrávit královna Marie Karolina (skutečná vládkyně Neapolského království). Pověsti se tak rozšířily, že vláda musela vydat 5. dubna 1801 oficiální zprávu dosvědčující, že Domenico Cimarosa zemřel přirozenou příčinou, kterou byla rakovina žaludku.
Pohřeb se konal v chrámu Chiesa di Sant'Angelo. Pohřbu se účastnili všichni významní občané Benátek a hudba byla provedena nejslavnějšími benátskými hudebníky bez nároku na odměnu. Ohromný sbor, který ve třech sekcích obsadil celou šířku chrámu, provedl dílo, které k této příležitosti zkomponoval Ferdinando Bertoni, maestro chrámu Basilica di San Marco.
V Římě kardinál Consalvi uspořádal zádušní mši v chrámu Chiesa di San Carlo del Catinari, na které zaznělo Rekviem Domenica Cimarosy, rovněž za účasti špiček uměleckého života Říma. Kardinál Consalvi rovněž objednal Cimarosovu bustu od vynikajícího sochaře Antonio Canova, která byla nejprve umístěna v rotundě chrámu a později přenesena do galerie Campidoglio.
Cimarosova nedokončená opera „Artemisia“ byla poprvé hrána v Teatro La Fenice 17. ledna 1801, sedm dní po autorově smrti. Při této příležitosti se skladateli dostalo mimořádné pocty, když si obecenstvo vyžádalo, aby opona byla spuštěna v momentě, kdy skladatel napsal poslední notu.
Cimarosova proslulost v posledních letech jeho života byla bezpříkladná v italské opeře až do časů Rossiniho. Jeho lehkost, s jakou komponoval, vedla ke vzniku téměř šedesáti jevištních děl, převážně komického charakteru. Jeho opery byly prováděny na všech hlavních evropských scénách včetně Prahy, Kodaně, Stockholmu, Petrohradu, Hamburku, Londýně a Berlíně.
Jeho díla byla populární zejména ve Vídni a Eszterháze (Kníže Miklós Esterházy dal v 18. století postavit ve Fertőd v západním Maďarsku obrovský zámek, který se stal centrem uherského kulturního života.). Mezi roky 1783 a 1790 řídil Joseph Haydn provedení třinácti oper Domenica Cimarosy, z nichž některé byly provedeny vícekrát. Opera „L’italiana in Londra“ se v Eszterháze hrála nejméně 14x v průběhu pěti let.
Ačkoliv Cimarosa přepracoval některé své rané skladby, aby lépe vyhovovaly vkusu Neapole, měla jeho hudba široký mezinárodní ohlas. Některé jeho opery, zejména „Gli Orazi ed i Curiazi“ či „Il matrimonio segreto“, se dodnes objevují na repertoáru světových scén.
Cimarosa byl obdivován řadou vynikajících osobností 19. století. Eugene Delacroix si více cenil hudby Domenica Cimarosy než Mozartovy a Stendhal napsal, že by byl raději pověšen, než aby musel jednomu z těchto dvou dát přednost. Goethe slyšel poprvé některou z oper Cimarosy v Římě. Po svém návratu do Výmaru uvedl na tamní scénu opery „Le trame deluse“ a „Il matrimonio segreto“ a sám vytvořil hudební pásmo „Die theatralischen Abenteuer“ podle Cimarosovy opery „L’impresario in angustie“.

## Dílo
Cimarosa komponoval téměř výhradně vokální hudbu, a to z velké části hudbu operní. V jeho díle najdeme pouze dva nástrojové koncerty (pro cembalo a pro dvě flétny). Často hraný hobojový koncert není však jeho dílem. Na motivy Cimarosových cembalových sonát jej napsal australský skladatel Arthur Benjamin (1893 – 1960).
Cimarosova instrumentální díla jsou obecně blízká Mozartovu stylu. Ani ta však nezapřou silnou stránku Cimarosovy osobnosti. Např. střední věta cembalového koncertu B-dur obsahuje „recitativ“ a „árii“ a pokouší se přinést čistě instrumentálními prostředky dramatickou situaci doprovodu a sólového hlasu.
Výjimku tvoří Cimarosova tvorba pro cembalo. Jeho 88 půvabných klavírních sonát pevně tkví v barokním stylu a jsou silně ovlivněny dílem Antonia Sacchini a dílem Sachiniho učitele Francesco Durante. Nicméně některé z nich obsahují melodické prvky typické pro pozdější klasické sonáty skladatelů vídeňské školy a jsou komponovány ve zřetelné klasické formě A-B-A. Avšak Cimarosa neužíval rozvoj melodického tématu ve smyslu klasické sonátové formy vídeňské školy. Setrval u staršího tvaru přinášejícího dvě oddělená témata v kontrastních podobách.
Lze se domnívat, že mnoho jeho cembalových sonát bylo původně zamýšleno jako dvouvěté či třívěté skladby. V rukopisech je naznačeno, které skladby mají být hrány po sobě bez přerušení. Nicméně platí, že Cimarosův cembalový styl je mnohem konzervativnější (a mnohem více barokní ve svém konceptu) než mnohem pokročilejší klasický styl jeho oper. I tak Cimarosa vytvořil cembalové sonáty, které oplývají pozoruhodnou invencí, ale nepopiratelně patří baroknímu repertoáru, zatímco jeho opery již předznamenávají klasickou éru.
Orchestrální obsazení jeho raných prací sestává primárně ze smyčců, hoboje, lesních rohů a trubek. Jen příležitostně použil fagot a flétnu. Orchestr chápal jako nástroj k doprovodu vokálních hlasů a stěžejní roli dával smyčcům.
V době svého pobytu v Rusku začal užívat také klarinety a jeho orchestr získává plnější a bohatší zvuk. To je zvláště patrné na opeře „Il matrimonio segreto“, kde velký orchestr se stává rovnocenným vokálním partům při dokreslení dramatického děje.
Cimarosa zřídka psal typické barokní „da capo“ árie. Jeho árie bývají složeny z několika částí kontrastními v rytmu, tempu i tónině tak, aby byla zvýrazněna dějová linie textu.
Ačkoliv Cimarosův harmonický slovník nepřekračuje konvence své doby, síla jeho hudby tkví v bohatosti melodické invence, brilanci a energii jeho rytmů a melodických motivů a v neustále živém orchestrálním doprovodu. Rozšířil hranice opery buffy prostoupením citem, jednoduchostí, elegancí a jemností. Svěžest a energie jeho hudby, neměla sobě rovna mezi jeho italskými současníky a historie jej bude soudit jako skladatele rovného skladatelům vídeňské školy.

### Opery
1. Le stravagnaze del conte, 1772
2. La finta parigina, 1773
3. I sdegni per amore, 1776
4. I matrimoni in ballo (s intermezzem „I sdegni per amore“), 1776
5. La frascatana nobile (La finta frascatana), 1776
6. I tre amanti, 1777
7. přepracovaná verze jako „Le gare degl'amanti“, 1783
8. Il fanatico per gli antichi romani, 1777
9. L'Armida immaginaria, 1777
10. Gli amanti comici (několik přepracování pod různými názvy), 1778
11. Il ritorno di Don Calandrino 1778; jako „Armidoro e Laurina“, Livorno, 1783
12. Le stravaganze d'amore, 1778
13. Il matrimonio per raggiro (La donna bizzarra), 1778
14. L'italiana in Londra, 1779; jako „La virtu premiata“, Janov, 1794
15. L'infedelt' fedele, 1779
16. Le donne rivali, 1780; jako „Le due rivali“, Monza, 1791
17. Cajo Mario, 1780
18. I finti nobili, 1780
19. Il falegname, 1780; jako „L'artista“, Treviso a Udine, 1789
20. II capriccio drammatico, 1781 (patrně přepracováno jako „L'impresario in an gustie“, 1786
21. Il pittor parigino, 1781; jako „Il barone burlato“, 1784
22. Alessandronell'Indie, 1781
23. L'amante combattuto dalle donne di punto, 1781; hráno také jako „La biondolina“ a „La giardinera fortnata“
24. Giunio Bruto, 1781
25. Giannina e Bernardone, 1781; také jako „II villano geloso“, 1786
26. Il convito, 1782; jako „Der Schmaus“, 1784
27. L'amor costante, 1782; v Drážďanech jako „Giulietta ed Armidoro“, 1790
28. L'eroe cinese, 1782
29. La ballerina amante, 1782; jako „L amante ridicolo“ 1789
30. La Circe, 1783
31. I due baroni di Rocca Azzurra, 1783; jako „La sposa in contrasto“, Modena, 1802; jako „II barone deluso (opera buffa)“, Paris, 1805
32. La villana riconosiuta, 1783, jako „La villanella rapita“, Berlin, 1793
33. Oreste, 1783
34. Chi dell'altrui si veste presto si spoglia, 1783
35. I matrimoni impensati (La bella greca), 1784
36. L'apparenza inganna, o sia La villeggiatura, 1784
37. Lavanit' delusa (II mercatodi Malnantile), 1784
38. L'Olimpiade, 1784; k otevření Theatro Eretenio ve Veroně
39. I due supposti conti (Lo sposo senza moglie) 1784; jako „Lo sposo ridicolo“ 1786
40. Artaserse, 1784
41. Il marito disperato (I marito geloso) 1785; v Berlíně jako „Die bestrafte Eifersucht“, 1794; jako „L'amante disperato“, 1795
42. La donna sempre al suo peffior s appiglia, 1785
43. Il credulo, 1786; třetí dějství hráno samostatně jako „La baronessa stramba“, 1776; také jako „Il credulo deluso“, Modena, 1791
44. Le trame deluse,1786; také jako „L'amor contrastato“, 1788; nebo „Li raggiri scoperti“, Bologna, 1799
45. L'impresario in angustie, 1786; Ukázky z opery uvedl Goethe ve Výmaru jako „Die theatralischen Abenteuer“, 1791
46. Volodimiro, 1787
47. Il fanatico burlato,1787; v Mannheimu jako „Der adels'rger“, 1791
48. La felicit' inaspettata, 1788
49. La vergine del sole, 1789
50. La Cleopatra, 1789
51. Il matrimonio segreto, 1792
52. Amor rende sagace, 1793
53. I traci amanti, 1793; také jako „Il padre alla moda“, 1795 nebo „Gli turchiamanti“, Lisabon, 1796; či „Les amants turcs“, Padova, 1956 # Le astuzie femminili, 1794
54. Penelope, 1795
55. Le nozze in garbuglio, 1795
56. L impegno superato, 1795
57. La finta ammalata, 1796
58. I nemici generosi, 1796; také jako „Il deullo per complimento“, Benátky, 1797
59. Gli Orazi ed i Curiazi, 1797
60. Achille all'assedio di Troja, 1797
61. L'imprudente fortunato, 1797
62. Artemisia regina di Caria, 1797
63. L'apprensivo raggirato, 1798
64. Il secreto, 1798
65. Artemisia, 1801

### Opery s nejistým autorstvím nebo ztracené
1. La dicordia fortunata, ?
2. L'ajo nell'imbarazzo (opera buffa), ?
3. Didone abbandonata, ?
4. Le donne vendicate, ?
5. Il cavalier del dente, ?
6. La Molinara, ?
7. Il matrimonio per industria, ?1778
8. La contessina, 1778
9. L'avviso ai maritati, 1780
10. Il vecchio burlato, 1783
11. Li finti contim Turin, 1785
12. I fratelli papamosche, 1785
13. Lestatue parlante, 1785
14. Gli amanti alla prova, 1786
15. L'impostore punito, 1786
16. La scuffiara, 1788
17. Il matrimonio per susurro, ?
18. La calamite dei cuori, 1792
19. Contrattempi, 1793
20. La pupilla astuta, 1794
21. La serva innamorata, 1794
22. Attilio Regolo, 1797
23. Le nozze di Lauretta, ?1797
24. Semiramide, 1799
25. Il conte di bell'amore, ?
26. L'arte contro l'arte, 1800
27. Tito Vespasiano, 1821

### Oratoria
1. Giuditta, ?1782
2. Absalom, 1782
3. Il sacrificio d' Abramo, 1786
4. Il trionfo delle fede, 1794
5. Il martiro, 1795
6. S Filippo Neri che risuscita Paolo Massimi, 1797
7. Iefte, ?

### Mše
1. F-dur, 1765
2. F-dur, 1768
3. C-dur, 1772
4. D-dur, 1776
5. G-dur, 1782
6. Missa pro defunctis, 1787
7. Es-dur, ?
8. c-moll, ?
9. C-dur, ?
10. c-moll, ?
11. D-dur, (pouze Gloria), ?
12. F-dur, ?
13. F-dur, ?
14. Messe breve, G-dur, (vydáno v Paříži 1879)
15. Messe pour l'Avent et le Car me, G-dur, (vydáno v Paříži, 1879)
16. B-dur, ?
17. Credo, 1768
18. Kyrie, ?
19. Kyrie B-dur, ?
20. Kyrie B-dur, ?
21. Credo D-dur, ?

### Jiná sakrální díla
1. Magnificat, 1769
2. Gloria patri, 1769
3. Te Deum, 1798
4. Žalm XII, 1769
5. Laudate, 1775
6. O salutaris hostia, ?
7. Moteta, 1765, 1765, 1770, 1796
8. Domine, 1782
9. Domine, ?
10. Moteta pro sola: Quoniam, 1770
11. In caelo laetantes, ?
12. Antra, ubis quaestus echo, 1780
13. Pave coelum, 1782
14. Ab unda furibunda, 1782
15. Memento Domine David, 1782
16. Quasi leo, B, orch, 1782
17. other motets: Benedictus Dominus, 1782
18. Inno di SS Pietro e Paolo, 1782
19. Laudamus, gratias et Domine, 1782

### Světská vokální hudba
1. Cantata pastorale, kantáta, 1780 ?
2. Cantata (Le tue parole o padre), kantáta, 1782
3. Angelica e Medoro, kantáta, kantáta, 1783
4. Aristea, kantáta, ?
5. Le feste d'Apollo, kantáta, 1787
6. Atene edificata, kantáta, 1788
7. Coro di guerrieri, kantáta, Petrohrad
8. Coro dall'Indica marina, kantáta, Petrohrad, 1787-1791
9. Coro doppio, kantáta, Petrohrad, 1787-1791
10. La sorpresa (cantata pastorale), Petrohrad, 1790-1791
11. La serenata non preveduta, kantáta, 1791
12. Inno patriottico, kantáta, 1799
13. La felicite compita, vlastenecký hymnus, 1799
14. Bella Italia, hymnus, 1799
15. Il giuramento delle reali armate napolitane, hymnus, 1799
16. No che pie lieto giorno, kantáta, 1799
17. Il calzolaro, koncertní árie1793
18. 8 duettini
19. Il giorno felice, kantáta 1803

### Cembalo sólo
- 88 sonát

### Jiná instrumentální díla
1. Koncert pro cembalo a orchestr B-dur, ?
2. Koncert pro dvě flétny a orchestr G-dur, 1793
3. Sextet pro klavír, fagot, dvoje housle, violu a violoncelo G-dur
4. Sextet F-dur pro „pforganizzato“ (cembalo, fagot, dvoje housle, violu da gamba a violoncelo)
5. 6 kvartet (D-dur, G-dur, C-dur, F-dur, C-dur a a-moll) pro flétnu, housle, violu a violoncelo
6. Partimenti pro violoncelo a cembalo, 1762